# Cuaespinós capgrís
El cuaespinós capgrís (Cranioleuca semicinerea) és una espècie d'ocell de la família dels furnàrids (Furnariidae).

## Hàbitat i distribució
Habita boscos i caatinga a les terres baixes de l'est del Brasil.